# Enrico Sala
Pour les articles homonymes, voir Sala.
Enrico Sala (né le 18 juillet 1891 à Milan) est un coureur cycliste italien, professionnel entre 1909 et 1930.

## Biographie
Il ne compte aucune victoire. Il a notamment terminé deuxième de la onzième étape du Tour d'Italie 1911, quatrième de Milan-San Remo 1910 et cinquième du Tour d'Italie 1914.

## Palmarès
- 1909
  - 8e du Tour d'Italie

- 1910
  - 4e de Milan-San Remo

- 1914
  - 5e du Tour d'Italie

- 1920
  - 8e du Tour d'Italie

## Résultats sur les grands tours

### Tour d'Italie
- 1909 : 8e
- 1911 : 12e
- 1912 : 4e (par équipes)
- 1914 : 5e
- 1919 : 13e
- 1920 : 8e
- 1921 : 17e
- 1923 : 29e

### Tour de France
- 1912 : abandon (10e étape)
- 1921 : 18e
- 1922 : 23e
- 1924 : 35e